# 李焘故居
李焘故居又称石狮李屋，位于中国广东省河源市源城区上城。始建于明朝万历十年（1582年），与明代云南巡抚李焘有关。至今，历经多次修缮。1986年3月，公布为河源县文物保护单位，类型为古建筑。2006年，列为河源市文物保护单位。